# Pierre Laval
Pierre Laval (Châteldon, 28. lipnja 1883. – Pariz, 15. listopada 1945.) je bio francuski političar, član Višijske vlade okupirane od strane Njemačke u Drugom svjetskom ratu.
Prije izbijanja Prvog svjetskog rata i Oktobarske revolucije 1917. bio je socijalist, a nakon rata se izjašnjavao kao nezavisan kako bi izbjegao nepopularnost komunista. Ukupno je kao premijer služio 4 puta, zadnja 2 tijekom perioda Višijske Francuske. Nakon oslobođenja Francuske i pada nacizma, Laval je uhićen i osuđen zbog veleizdaje, te je, unatoč velikim protestima, pogubljen strijeljanjem. 